# Regimiento de Infantería n.º 9 "Chillán"
El Regimiento N°9 "Chillán" del Teniente Coronel Juan Antonio Vargas Pinochet, más conocido como Regimiento de Chillán, es una unidad militar del Ejército de Chile, ubicado en la ciudad de Chillán, Región de Ñuble.

## Historia

### SigloXIX
Desde la Guerra de la Independencia de Chile existieron varias unidades militares que se formaron (y disolvieron) en la región en torno a Chillán: Milicias de Chillán (1810, patriotas), Batallón Milicias de Chillán (1813, realista), Cuerpo de Cazadores de Chilllán (1821) que posteriormente integró el Escuadrón Húsares de la Muerte y que en 1822 se llamó Escuadrón Dragones de Chillán.
En 1837, durante la Guerra contra la Confederación Perú-Boliviana, Justo Arteaga Cuevas organizó por orden de Diego Portales (Decreto Supremo N° 208 del 2 de septiembre de 1837) el Batallón de Infantería Chillán a partir de la 3. y 6. compañías del Cuerpo de Artilleros de Concepción. Este batallón participó en las Batalla de Portada de Guías, Combate de Matucana y Batalla de Yungay. Terminada la guerra el Batallón Chillán es disuelto y licenciado por D.S. del 12 de diciembre de 1839.
Durante la Revolución de 1851, el día 15 de septiembre, el gobierno crea el Batallón de Línea Chillán que participó en el Combate de Monte de Urra y en la Batalla de Loncomilla. También se formaron en Chillán un batallón Cívico y el Regimiento de Caballería Cívica de Chillán. El 21 de enero de 1852 el Batallón es disuelto por Decreto Supremo.

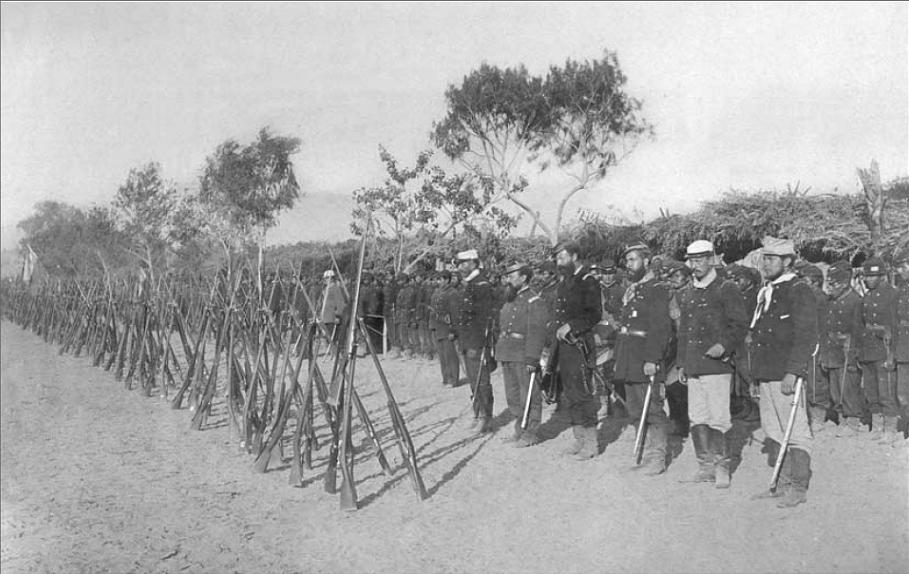
Regimiento Chillán formado en Lurín en la víspera de la Batalla de Chorrillos

Nuevamente, durante la Revolución de 1859 se formaron Batallón Chillán 4. de Línea y el Batallón Cívico Chillán, que combatieron en el Combate de Maipón.
Debido a la Guerra hispano-sudamericana se creó el Batallón n°9 de Línea Chillán, que fue licenciado en 1867.
Una vez más en 1875 se formó el Batallón Cívico Chillán, es decir de la Guardia Nacional (Chile), bajo las órdenes de Pedro Lagos Marchant, con la misión de reclutar e instruir soldados para el ejército. Este batallón fue enviado al norte y participó en la Batalla de Tacna, tras la cual el gobierno lo transformó en el Regimiento Chillán y el 22 de octubre de 1881 recibe la denominación "8. de Línea".
Posteriormente, tras su participación en la Guerra Civil de 1891 a favor de Balmaceda, llevó también los nombres "Pudeto" y "Bernardo O'Higgins". El 10 de julio de 1958 recibe el nombre de Regimiento de Infantería N.º 9 "Chillán".

### Dictadura militar
Tras el Golpe de Estado en Chile de 1973, el recinto se convierte en el principal centro de detención y tortura en la entonces Provincia de Ñuble, debido a que recibía a personas detenidas de otros lugares de detención. En ese entonces, el regimiento tenía tres zonas de tortura: El sector de la Guardia N°2, el sector de las Caballerizas y el Polígono de Tiro, este último incluía a una sala de torturas que fue bautizada como "El Sheraton", en alusión al Hotel Sheraton de Santiago.
El sector de la Guardia N°2 era también la ubicación de las oficinas del Fiscal Militar y los Servicios de Inteligencia Militar, allí los detenidos permanecían tirados en el suelo, sin alimentación. El sector de las Caballerizas era usado para que los prisioneros pasaran la noche. El acceso a los prisioneros al sector del Polígono de Tiro era con la vista vendada, en las inmediaciones de un bosque de eucaliptus, donde también había una fosa con piedras y alambres de púas, al cual eran lanzados los detenidos. Luego de ser expuestos al sol durante horas en dicha fosa, sin alimento ni agua, los detenidos son trasladados al "Sheraton", donde actualmente existe una villa frente al Campus Fernando May de la Universidad del Bío-Bío. Las torturas también eran motivo de espectáculo para algunos civiles de la ciudad, como el abogado Mario Romero Godoy, quien fuera Fiscal Militar de Chillán.

### Actualidad
Actualmente el Regimiento de Infantería N.º 9 "Chillán", cambió su denominación a Regimiento N.º 9 Chillán y es dependiente de la Brigada Maule, la cual a su vez depende de la II División Motorizada.
El día 1 de diciembre de 2015, el recinto militar recibe el nombre de teniente coronel Juan Antonio Vargas Pinochet, quien fuera un militar nacido en la ciudad, que participó en las batallas de Portada de Guías y Piura en la Guerra contra la Confederación Perú-Boliviana, en la Batalla de Cerro Grande durante la Revolución de 1859 y, finalmente en la Batalla de Tacna, durante la Guerra del Pacífico, donde resultaría fallecido.
Para 2016, es inaugurada una Sala Histórica, un pequeño museo con armas antiguas, vestimentas de soldados durante el siglo XIX, documentos y fotografías.